# 13673 Urysohn
13673 Urysohn (1997 LC) là một tiểu hành tinh vành đai chính được phát hiện ngày 1 tháng 6 năm 1997 bởi P. G. Comba ở Prescott.